# MillatFacebook
MillatFacebook is een sociaalnetwerksite die werd opgericht in mei 2010 ten gevolge van de Facebook-groep Everybody Draw Mohammed Day. Ten gevolge van deze groep blokkeerde Pakistan Facebook waardoor accounts van Pakistaanse gebruikers onbruikbaar werden. Zodoende werd er een moslim-gerichte versie opgericht.